# Тютюньков, Меркурий Иванович
Меркурий Иванович Тютюньков (15.01.1913 — 23.05.1986) — сапёр сапёрно-подрывного взвода 62-го гвардейского кавалерийского полка 16-й гвардейской Черниговской кавалерийской дивизии, 7-го гвардейского кавалерийского корпуса 1-го Белорусского фронта, гвардии младший сержант — на момент представления к награждению орденом Славы 1-й степени.

## Биография
Родился 15 января 1913 года в селе Бутаково Семипалатинской области Российской империи, Восточно-Казахстанской области Республики Казахстан, в крестьянской семье. Образование неполное среднее. Проживал в поселке Ульба ГЭС Ульбинского поссовета Риддерского горисполкома. Работал электромонтером, бригадиром монтажников на Ульбинской ГЭС.
В октябре 1943 года был призван в Красную Армию Лениногорским райвоенкоматом. Весь боевой путь прошел в составе 62-го гвардейского кавалерийского полка 16-й гвардейской кавалерийской дивизии, был — сапёр сапёрно-подрывного взвода.
Первую боевую награду — орден Красной Звезды — гвардии младший сержант Тютюньков получил в апреле 1944 года, когда в составе разведгруппы успешно выполнил задачу подрыва железной дороги в 3 км западнее города Владимир-Волынский.
9 мая 1944 года вместе в районе населённого пункта Овадно гвардии младший сержант Тютюньков с бойцами сапёрного взвода проник в тыл противника и взорвал железнодорожный и пешеходный мосты через реку Турья, отрезав гитлеровцам пути отступления. Приказом по частям 16-й гвардейской Черниговской кавалерийской дивизии от 17 мая 1944 года гвардии младший сержант Тютюньков Меркурий Иванович награждён орденом Славы 3-й степени.
В ночь на 24 августа 1944 года вместе с группой поиска гвардии младший сержант Тютюньков переправился через реку Висла, юго-западнее польского города Люблин. Лично бесшумно захватил часового, который оказал казахом, бойцом туркестанского легиона. Тютюньков допросил пленного на родном языке, затем с другими разведчиками проник в расположение вражеского саперного взвода. В результате переговоров вражеский подразделение в полном составе 27 солдат и 3 унтер-офицера с вооружением перешли на сторону Красной Армии и были переправлены на восточный берег. Приказом по частям 16-й гвардейской Черниговской кавалерийской дивизии от 17 мая 1944 года гвардии младший сержант Тютюньков Меркурий Иванович награждён орденом Славы 3-й степени.
Приказом по войскам 1-го Белорусского фронта от 17 мая 1944 года гвардии младший сержант Тютюньков Меркурий Иванович награждён орденом Славы 2-й степени.
23 января 1945 года гвардии младший сержант Меркурий Тютюньков во главе группы инженерной разведки проник в тыл противника юго-западнее польского города Познань и, собрав ценные данные, отправил их в штаб, а сам с несколькими бойцами захватил мост через реку Варта и разминировал подступы к нему, чем обеспечил стремительное продвижение полка. 1 марта в боях за польский населённый пункт Линде лично уничтожил около десяти противников.
В ноябре 1945 году М. И. Тютюньков был демобилизован. Вернулся на родину.
Указом Президиума Верховного Совета СССР от 15 мая 1946 года за образцовое выполнение заданий командования в боях с немецко-вражескими захватчиками гвардии младший сержант Тютюньков Меркурий Иванович награждён орденом Славы 1-й степени, став полным кавалером ордена Славы.
Жил в городе Лениногорск, город Риддер Восточно-Казахстанской области Казахстана. Работал электромонтёром в тресте «Лениногорсксвинецстрой», стал ударником коммунистического труда. В последние годы работал в управлении «Уралэнергоцветмет». Скончался 23 мая 1986 года.
Награждён орденами Отечественной войны 1-й степени, Красной Звезды, Славы 1-й, 2-й и 3-й степени, медалями.